# Augusto Rosa
Augusto Rosa (São José, Lisboa, 16 de Fevereiro de 1850 — Sé, Lisboa, 2 de Maio de 1918) foi um actor português.
Nasceu a 16 de fevereiro e foi batizado a 16 de março de 1850 na freguesia de São José, em Lisboa, onde residiam os pais na Rua Nova da Alegria (atual Rua da Alegria), n.º 17. Era filho de João Anastácio Rosa, também ator, e de sua esposa, Adelaide Augusta Vidoeira, natural de Lisboa (freguesia de São Paulo), sendo irmão do também ator João Rosa.
Fez a sua estreia como ator no Porto em 31 de Janeiro de 1872. Com o seu irmão João Rosa e o ator Eduardo Brasão fundou a companhia Rosas & Brasão, de que foi o impulsionador, não só pelos seus conhecimentos culturais, mas também ao seu talento como ensaiador. Interpretou todos os gêneros, mas destacou-se nas áreas da comédia e drama moderno. Foi também um grande declamador. Publicou duas obras: Recordação da cena e de fora de cena (1915) e Memória e estudos (1917).
Era casado com Leonor Augusta de Castro Guedes, nascida a 18 de setembro de 1868, na freguesia da Sé, em Lisboa, filha de Augusto Sebastião de Castro Guedes (1819-1896), visconde de Castro Guedes, deputado às Cortes, Conselheiro de Sua Majestade e diretor da Escola Naval, natural de Lisboa (freguesia da Conceição Nova), e de Maria José da Costa Vieira, natural de Lisboa (freguesia da Madalena). Morreu a 2 de Maio de 1918, aos 68 anos, vítima de cancros do pulmão esquerdo e da laringe, no número 58 da Rua do Arco do Limoeiro, na freguesia da Sé, em Lisboa. Aí, existe uma inscrição pública com os dizeres: "NESTA CASA FALECEU EM 2 DE MAIO DE 1918 O EMINENTE ARTISTA AUGUSTO ROSA FILHO DE JOÃO ANASTÁCIO ROSA E IRMÃO DE JOÃO ROSA TODOS ÊLES GRANDES ACTORES".
A Câmara Municipal de Lisboa mandou erguer em 1918, no Largo da Sé, um monumento com o seu busto. Em 1924, seis anos depois da sua morte, a Câmara Municipal de Lisboa atribuiu o nome Rua Augusto Rosa à Rua do Arco do Limoeiro, onde Augusto Rosa viveu e morreu.